# Smrečany
Smrečany (hongrois : Szmrecsán) est un village de Slovaquie situé dans la région de Žilina.

## Histoire
La première mention écrite du village date de 1272.

## Démographie

### Évolution de la population
| Année:               | 1994. | 2004.   | 2014.   | 2024.    |
| -------------------- | ----- | ------- | ------- | -------- |
| Nombre de personnes: | 612   | 621     | 623     | 704      |
| Différence:          |       | +1,47 % | +0,32 % | +13,00 % |

| Année:               | 2023. | 2024.   |
| -------------------- | ----- | ------- |
| Nombre de personnes: | 701   | 704     |
| Différence:          |       | +0,42 % |